# Ovule
〈Ovule〉는 아이슬란드의 음악가 비요크의 노래로 2022년 9월 14일 10번째 정규 음반 《Fossora》의 두 번째 싱글로 발매됐다. 비요크가 작사·작곡 및 프로듀싱하였다.

## 뮤직 비디오
뮤직 비디오의 감독은 2001년 〈Pagan Poetry〉의 뮤직 비디오를 감독했던 닉 나이트이다.